# دروغ‌های پی
دروغ‌های پی (به انگلیسی: Lies of P) یک بازی ویدئویی در ژانر نقش‌آفرینی اکشن است که توسط راند۸ استودیو توسعه یافته و به‌وسیلهٔ نئوویز گیمز انتشار یافت که هر دو، شرکت‌هایی مستقر در کره جنوبی هستند. این بازی در ۱۹ سپتامبر ۲۰۲۳، برای پلتفرم‌های پلی‌استیشن ۴، پلی‌استیشن ۵، ایکس‌باکس وان، ایکس‌باکس سری اکس/اس، و مایکروسافت ویندوز منتشر شد و همچنین از روز نخست بر روی سرویس ایکس‌باکس گیم‌پس در دسترس قرار گرفت. این عنوان برداشتی آزاد از رمان ایتالیایی ماجراهای پینوکیو نوشتهٔ کارلو کلودی در سال ۱۸۸۳ است و با الهام از بازی‌های سولزبورن و همچنین بایوشاک ساخته شده‌است.

## دربارهٔ بازی
این بازی در ژانر نقش‌آفرینی اکشن می‌باشد که به صورت تک‌نفره قابل تجربه است. گیم پلی بازی از مجموعه بازی‌های سولز ساخته فرام سافتور الهام گرفته‌است. بازی در بخش گیم پلی و طراحی مراحل، یادآور عناوین دارک سولز و ارواح شیطانی می‌باشد و همچنین از منظر فصای داستانی، به بازی بایوشاک شباهت دارد. داستان بازی روایتگر پینوکیو می‌باشد که ماجراجویی‌های خود را در ویران‌شهر کرات در فرانسه که با الهام از سرزمین «یارنام» بازی بلادبورن و در فضایی استیم پانکی طراحی شده‌است، آغاز می‌کند. بازی شامل سه کلاس شروع می‌باشد:
1. قدرت (Strength): کلاسی است که به شخصیت اصلی بازی قدرت و استقامت بالایی می‌بخشد. در این کلاس شخصیت بازی از سلاح‌های سنگین و قدرتمند استفاده می‌کند.
2. مهارت (Dexterity): این کلاس بر پایه سرعت، چابکی و مهارت بالا در مبارزات است. شخصیت اصلی بازی، از سلاح‌های سبک استفاده می‌کند و در مبارزات از سرعت و مهارت بالایی برخوردار است.
3. تراز (Balance): این کلاس، ترکیبی تراز از هر دو کلاس قدرت و مهارت است و به شخصیت اصلی کمک می‌کند تا هم قدرت بالایی داشته باشد و هم از سرعت بالا و چابکی بهره ببرد. در این کلاس شخصیت بازی می‌تواند از سلاح‌های هر دو کلاس بهره ببرد.

به غیر از مبارزات با استفاده از سلاح‌های سرد، شخصیت اصلی شامل یک بازوی مصنوعی تحت عنوان (بازوی لیجن) می‌باشد که همانند بازی سکیرو: سایه‌ها دو بار می‌میرند، می‌تواند ابزارهای مختلفی بر روی آن نصب کند و در طول نبردها از آن بهره ببرد.
این بازی شامل سیستم «دروغ گویی» می‌باشد که در طول داستان و هنگام نقش‌آفرینی و تعاملات داستانی، فعال می‌شود و بازیکن می‌تواند با انتخاب بین گفتن حقیقت یا دروغ، یکی را انتخاب کند که این انتخابات در پایان بندی‌های سه‌گانه بازی تأثیرگذار هستند.

## خلاصه داستان
روزگاری شهر قدیمی کرات (Krat)، با دستیابی به ماده ای شگفت‌انگیز به نامِ ارگو، به دستاوردهایی در زمینه صنعتی رسیده بود و پس از مدتی، از شهری سنتی با عقاید مذهبی تبدیل به آرمان شهری رؤیایی می‌شود؛ این تحولات نه تنها در زمینه صنعت، بلکه در زمینه گردشگری و فرهنگی تأثیرات زیادی روی این شهر گذاشت و باعث شد تا مخترعین مختلفی از سرتاسر جهان به این شهر بیایند. با کشف ارگو، ربات‌هایی (که در بازی تحت عنوان عروسک یا Puppet شناخته می‌شوند) خلق شدند که بتوانند به بشر خدمت کنند و به این ترتیب، کرات به سرعت پیشرفت کرد و به یک قطب صنعتی-گردشگری تبدیل شد. با این حال استفاده از این ماده اسرار آمیز، عواقبی هم داشت که یکی از آن‌ها شیوع بیماری مرموز سنگ شدگی (Petrification Disease) بود. همچنین، ربات‌ها بعد از مدتی از کنترل خارج شده، شورش کردند و شهر و ساکنین آن را به خاک و خون کشیدند. در بحبوحه این اتفاقات، یک عروسک بسیار متفاوت تحت عنوان پینوکیو، توسط شخصیتی به نام سوفیا فراخوانده می‌شود تا با یافتن ژپتو (یکی از مخترعین کرات که پینوکیو را خلق کرده) و دریافت کمک از او، به شورش رباتیک و بیماری سنگ شدگی پایان داده و شهر کرات را نجات دهد.

## بسته الحاقی
در تاریخ ۱۱ آبان ۱۴۰۲، چوی جی وون کارگردان بازی خبر از ساخت بسته الحاقی به عنوان تکمیل کننده داستان و همچنین کار بر روی دنباله‌ای برای بازی داد.
در تاریخ ۲۵ بهمن ۱۴۰۳، بسته الحاقی بازی با نام سرآغار (Overture) در مراسم استیت آو پلی (State of Play) پلی استیشن رونمایی شد و برای عرضه در بازه بهار تا تابستان ۱۴۰۴ برنامه ریزی شده است.

## بازتاب‌ها
این بازی به‌طور کلی نظرات مثبت و مطلوبی از منتقدان دریافت کرد و از منظر فضاسازی، طراحی هنری، داستان و گیم پلی مورد تحسین قرار گرفت؛ میانگین نمرات بازی در وبگاه متاکریتیک با ۳۴ نقد، ۸۱ از ۱۰۰ و در وبگاه اوپن‌کریتیک با ۴۶ نقد، میانگین ۸۳ از ۱۰۰ را دریافت کرده‌است و ۸۴ درصد منتقدان، تجربه این بازی را پیشنهاد داده‌اند.